# All or Nothing at All
All or Nothing at All från 1958 är ett musikalbum med Billie Holiday and her Orchestra .

## Låtlista
1. Do Nothing till You Hear from Me (Duke Ellington/Bob Russell) – 4:12
2. Cheek to Cheek (Irving Berlin) – 3:35
3. Ill Wind (Harold Arlen/Ted Koehler) – 6:14
4. Speak Low (Kurt Weill/Ogden Nash) – 4:25
5. We'll Be Together Again (Carl T. Fischer/Frankie Laine) – 4:24
6. All or Nothing at All (Arthur Altman/Jack Lawrence) – 5:39
7. Sophisticated Lady (Duke Ellington/Irving Mills/Mitchell Parish) – 4:48
8. April in Paris (Vernon Duke/E.Y. Harburg) – 3:02
9. I Wished on the Moon (Ralph Rainger/Dorothy Parker) – 3:25
10. But Not for Me (George Gershwin/Ira Gershwin) – 3:48
11. Say It Isn't So (Irving Berlin) – 3:22
12. Our Love Is Here to Stay (George Gershwin/Ira Gershwin) – 3:41

## Inspelningsdata
Alla inspelningarna är gjorda i Los Angeles.
14 augusti 1956 (spår 1–4)
18 augusti 1956 (spår 5–8)
3 januari 1957 (spår 9)
7 januari 1957 (spår 10)
8 januari 1957 (spår 11, 12)

## Medverkande
- Billie Holiday – sång
- Harry "Sweets" Edison – trumpet
- Ben Webster – tenorsaxofon
- Jimmy Rowles – piano
- Barney Kessel – gitarr
- Joe Mondragon – bas (spår 1–8, 11, 12)
- Red Mitchell – bas (spår 9, 10)
- Alvin Stoller – trummor (spår 1–10)
- Larry Bunker – trummor (spår 11, 12)